# Dobré chutnání, Vaše lordstvo
Dobré chutnání, Vaše lordstvo je český animovaný televizní seriál z roku 1996 vysílaný v rámci Večerníčku. Seriál byl natočen na základě scénáře Pavly Merglové, pod výtvarnou podobou je podepsán její manžel Václav Mergl, který současně vedl režii. Za kamerou stál Jan Chvojka. Hudbu zkomponoval Zdeněk Zdeněk. Seriál je bez textu. Bylo natočeno 7 epizod, v délce po 8 minutách.

## Úvod do děje
Pyšný Pes Vaše lordstvo bydlí ve výstavní psí boudě a má hned dva služebníky – Kocoura a Myšáčka. Ti mu každý den uvaří jídlo, které si Pes sám vybere ve staré kuchařské knize a úderem dvanácté je vyžaduje. Vaření je veselé, napínavé až groteskní, ale Pes se bohužel nikdy nenaobědvá, i když mu vždy naši kuchaři popřejí dobré chutnání, Vaše lordstvo ...

## Seznam dílů
1. Kapr na černo
2. Mléčná polévka s kapáním
3. Sváteční dort
4. Houby s jemným kořením
5. Vepřové nožky se zeleninou
6. Vaječná omeleta s třešněmi
7. Švestkové knedlíky